# Ozyptila inaequalis
Ozyptila inaequalis är en spindelart som först beskrevs av Kulczynski 1901.  Ozyptila inaequalis ingår i släktet Ozyptila och familjen krabbspindlar. Inga underarter finns listade i Catalogue of Life.